# Patersonia occidentalis
Patersonia occidentalis là một loài thực vật có hoa trong họ Diên vĩ. Loài này được R.Br. miêu tả khoa học đầu tiên năm 1810.